# كأس لاتينا 1950
كأس لاتينا 1950 ( بالبرتغالية : Taça Latina 1950 ) كانت النسخة الثانية من الكأس لاتينا السنوية التي لعبت من قبل أندية دول جنوب غرب أوروبا مثل فرنسا وإيطاليا والبرتغال وإسبانيا .استضافت البرتغال البطولة ، وكان بنفيكا البرتغالي هو الفائز بالبطولة بعد فوزه على بوردو بنتيجة 2-1 في المباراة النهائية في إعادة المباراة بعد وقت إضافي .